# Axel Smeets
Axel Smeets (Bruxelles, 12 luglio 1974) è un ex calciatore belga, di ruolo difensore.